# Shahrestān di Behabad
Lo shahrestān di Behabad (persiano شهرستان بهاباد) è uno degli 11 shahrestān della provincia di Yazd, il capoluogo è Behabad, una città di 7.199 abitanti (nel 2006); precedentemente faceva parte del territorio di Bafq. Lo shahrestān è suddiviso in 2 circoscrizioni (bakhsh):
- Centrale (بخش مرکزی)
- Esfij (بخش اسفیچ)